# フェラゴスト
フェラゴスト（Ferragosto）は、8月15日にイタリア全土で祝われる祝日である。ローマ帝国のアウグストゥス帝の祭典であるFeriae Augusti（ラテン語でアウグストゥスの休息）が起源であり、8月1日は農業において数週間にわたる懸命な労働後の休息日として制定された。
労働者が彼らの雇用主に「ブオン・フェラゴスト（良い祝日を）」を望むことは習慣となり、労働者は金銭的なボーナスを得ることもあった。これは、教皇国中のルネサンス期に法律となった。
政治的な理由で祝祭が制定されたため、カトリック教会は祝祭を8月15日に移動することを決定した。これは聖母マリアの被昇天であり、カトリック教会は祝祭としてこれを含めることとした。
この祝祭は ムッソリーニにも使用され、8月14日から16日までこの休暇期間中は格安の「祝日用電車」を運行することで、低所得者の人たちも文化的な都市を訪れたり、海辺に1日〜3日間行ったりすることができる。
今でもイタリア人はピクニックでのランチやバーベキューをこの日に行う。 換喩的に言えば、8月中旬頃の夏休み期間でもあり、長い週末 (ポンテ ディ フェッラゴスト) または8月の大半になることもある。 10年ほど前までは、企業、ショップ、業界の90％が休業したが、他の非カトリック諸国からの影響が高まったこともあり、国全体の業界を1か月間休業すると、多大な経済的損失と仕事の停滞が起こる事実から、12月25日のクリスマスと同様に、ほとんどの企業は現在は約2週間休業とし、すべての労働者に休暇取得を強制している。 

## 歴史
Feriae Augusti（「 アウグストゥス帝の祭典[祝日]」）は、 紀元前18年に、アウグストゥス帝によって導入された。 これは、同じ月にある初期の古代ローマの祭典 、Vinalia rustica やConsualia に加わる祝日であり、収穫と大変な農業労働の長い期間の終わりを祝った。 それまでに行われていた重労働の後に休日の必要性があったことで、Feriae Augustiは、その宣伝機能に加えて、Augustali と呼ばれるより長い休息日を提供するために、様々な8月の祭りを統合した。 
これらのお祝いの期間中、競馬が帝国全体で開催され、重労働に従事する動物（牛、ロバ、ラバを含む）は仕事から解放され、花で飾られた。 そのような古代の伝統は今日でも生き続けており、8月16日にシエナで行われるパリオ・デル・アッスンタの参加形態は現在もほとんど変わっていない。 「パリオ」という名前は、古代ローマの競馬の勝者に贈られた通常の賞であった、貴重な布地であるパリウムに由来している。
祭りの間、労働者は主人に挨拶し、代わりに彼らはチップをもらった。 習慣は非常に根強いものになり、ルネサンス期ではそれは教皇国家で強制的なものとされた。 
現代のイタリア語の休日の名前は、直接ラテン語から来ている。
リチャード・オーヴェリー、「100の戦いで戦争の歴史」の著者によると、フェラゴストの祝日は紀元前31年の9月2日に、アクティウムの海戦でのマルクス・アントニウスが勝利した後、C.カエサル・オクタヴィアン、後のアウグストゥスによって導入された。 

### ファシズム期
フェラゴスト中に旅行をするという一般的な慣習は、 ファシスト政権下で生まれた。 1920年代の後半、8月中旬、政権はさまざまな企業のファシストレジャーやレクリエーション組織を通じ、また「人々のフェラゴストの列車」の設置を通じて、何百もの人気の旅行を格安価格で計画した。
この取組みは、労働階級の人々に イタリアの都市を訪問したり、海辺や山のリゾートへ旅行したりする機会を与えた。 この特典は8月13、14、15に限定され、半径50〜100 km以内の「1日旅行」と半径約100〜200内の「3日旅行」の2つのオプションが含まれていた。

## 宗教
聖母マリアの被昇天のカトリックのお祝いも8月15日に開催され、主要なお祝いと聖日の義務の日でもある。 